# Мянття
Мя́нття (фин. Mänttä) — упразднённый город в провинции Пирканмаа в Финляндии.
Численность населения составляла 6 341 человек (2008). Город занимал площадь 85,86 км² из которых водная поверхность составляла 21,78 км². Плотность населения — 98,95 чел/км².
С 1 января 2009 года был образован общий муниципалитет с общиной Вилппула.